# Shenandoah (Pennsylvanie)
Pour les articles homonymes, voir Shenandoah.
Shenandoah est un borough situé au nord de la partie centrale du comté de Schuylkill, en Pennsylvanie, aux États-Unis,. En 2010, il comptait une population de 5 071 habitants. Il est incorporé le 16 janvier 1866.

## Démographie
Lors du recensement de 2010, le borough comptait une population de 5 071 habitants. Elle est estimée, en 2019, à 4 567 habitants.

### Source de la traduction
- (en) Cet article est partiellement ou en totalité issu de l’article de Wikipédia en anglais intitulé « Shenandoah, Pennsylvania » (voir la liste des auteurs).